# ارين غودفري
ارين غودفري هو لاعب هوكي الجليد كندي، ولد في 23 مارس 1931 في تورونتو في كندا، وتوفي في 5 أبريل 1997 في كندا.

## وصلات خارجية
- ارين غودفري على موقع دوري الهوكي الوطني (الإنجليزية)
- ارين غودفري على موقع قاعة مشاهير الهوكي (لاعب أن.إتش.أل) (الإنجليزية)
- ارين غودفري على موقع EliteProspects.com (الإنجليزية)
- ارين غودفري على موقع HockeyDB.com (الإنجليزية)
- ارين غودفري على موقع Hockey-Reference.com (الإنجليزية)